# صحراء الساحل الإريتري

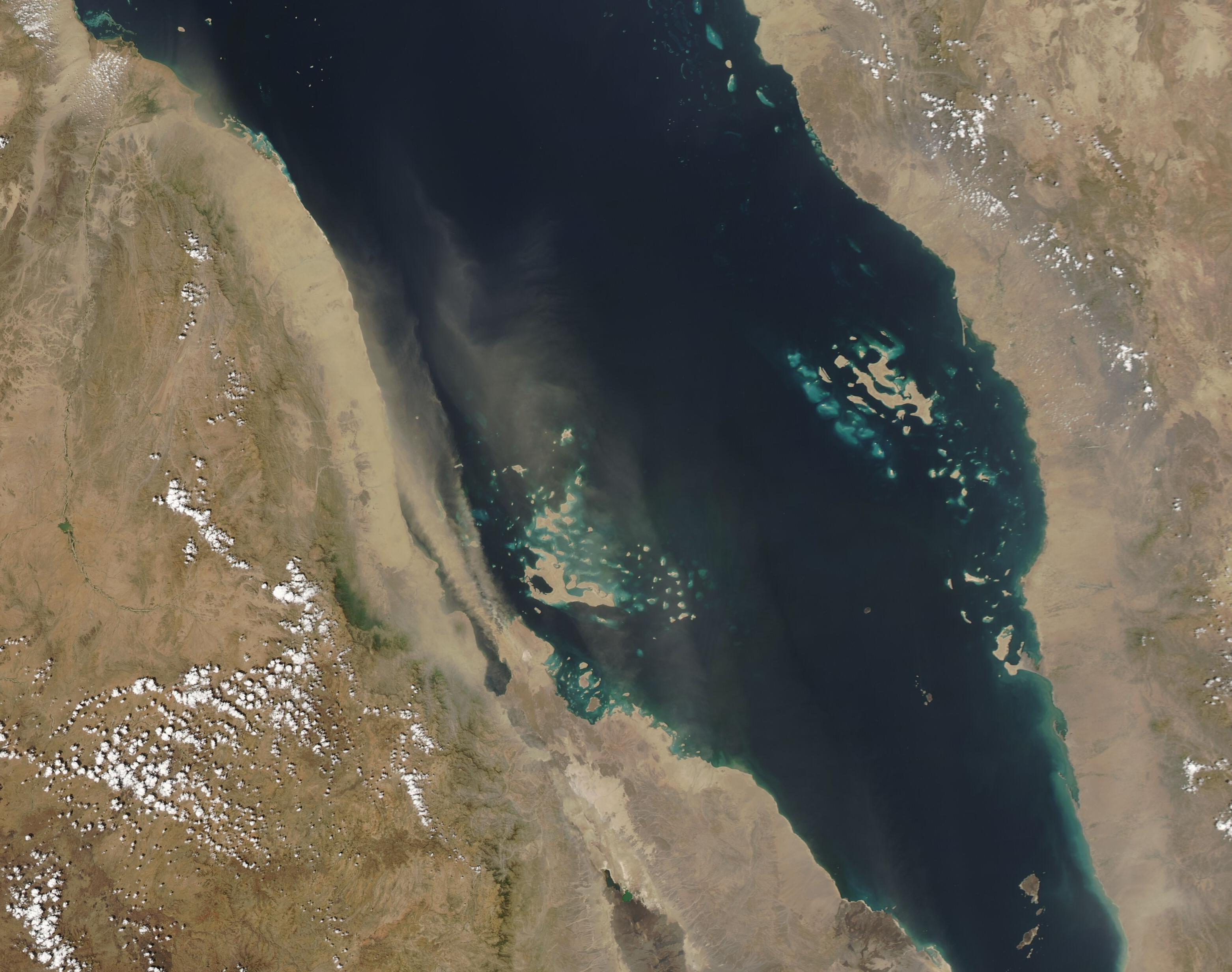
صورة فضائية تظهر موقع صحراء الساحل الإريتري على البحر الأحمر وأعمدة الغبار الكثيفة قبالتها.

نوع من الأشجار المتكيفة مع البيئة الصحراوية الجنوبية لأريتريا، حيث تنمو على مسافات متباعدة بسبب قساوة المناخ وقلة المياه.

مشهد يعكس الظروف البيئية القاسية التي تتكيف معها المجتمعات البدوية جنوب داناكيل بالصحراء الساحلية الإريترية، حيث يعيش السكان في منازل متواضعة على امتداد الساحل الصحراوي المطِل على البحر الأحمر.

صحراء الساحل الإريتري (بالإنجليزية: Eritrean Coastal Desert)، أو المنطقة البيئية الصحراوية الساحلية الإريترية، هي شريط صحراوي ضيق يمتد بمحاذاة الساحل الإريتري المطل على البحر الأحمر، بطول يناهز 200 إلى 250 كيلومترًا، وعرض يتراوح بين 50 إلى 100 كيلومترًا فقط، وتغطي مساحة تقدّر بنحو 4,400 كيلومتر مربع ، مما يجعلها منطقة بيئية ساحلية ذات امتداد محدود وموارد طبيعية خاصة. تتميز هذه الصحراء بتضاريس رملية وصخرية ومناخ صحراوي شديد الحرارة وقليل الأمطار، وتشكل موطنًا لأنواع نادرة من النباتات والحيوانات المتكيفة مع الظروف القاسية. 
تُعد هذه الصحراء من الممرات الحيوية لهجرة الطيور الجارحة بين قارتي آسيا وأفريقيا، وتشكل موطنًا لعدد من الكائنات البرية مثل غزال دوركاس Gazella dorcas وغزال سوميرينغ Gazella soemmerringii والدك‑دك الملحي Nanger saltiana، إلى جانب أنواع من الزواحف شبه المستوطنة. ورغم ندرة التجمعات السكانية داخلها، إلا أنها تتعرض لضغوط بيئية ناتجة عن الرعي الجائر والصيد الجائر وتدهور الموائل، دون وجود منظومة محميات رسمية داخل الحدود الإريترية، ما يجعلها من المناطق الهشة بيئيًا ذات الأولوية في جهود الحماية الدولية.

## الموقع والطبيعة الجغرافية والجيولوجيا
تقع صحراء الساحل الإريتري على طول الساحل الشرقي لإريتريا المطل على البحر الأحمر، وتمتد بين خط عرض حوالي 14° شمالًا إلى 16° شمالًا، ضمن نطاق ضيق يتراوح عرضه بين 50 إلى 100 كيلومتر، تشكل هذه الصحراء شريطًا صحراويًا ضيقًا يفصل بين مياه البحر الأحمر والتضاريس الجبلية الداخلية لإريتريا، حيث تحدها من الشرق مياه البحر، ومن الغرب هضاب وجبال مرتفعة مثل سلسلة جبال داناكيل (Dankalia) الواقعة في الجنوب الشرقي. 
تمتد الصحراء على طول ساحل إريتريا الذي يبلغ طوله حوالي 1,200 كيلومتر، لكنها تتركز في الجزء الجنوبي من الساحل في منطقة داناكيل ذات الظروف المناخية الصحراوية القاسية. تحدها من الشمال منطقة خليج عصب (Gulf of Zula)، وتمتد جنوبًا حتى قرب مدينة مصوع (Assab)، وتتمتع بأهمية استراتيجية كبرى لقربها من مضيق باب المندب. 
تتميز الصحراء بخصائص جيولوجية تعكس تاريخها التكتوني والرسوبي المعقد، حيث تتكون معظم أراضيها من صخور رسوبية وتكوينات جيرية ورملية تعود إلى العصور الجيولوجية المتأخرة، مع وجود مناطق متناثرة من الصخور البركانية القديمة. تنتشر الكثبان الرملية المنخفضة، والسهول الحصوية، والمسطحات الساحلية المالحة، مما يعكس طبيعة صحراوية هامشية متأثرة بالموقع القريب من البحر الأحمر. وتغلب على التربة خصائص فقيرة من حيث الخصوبة، وتكون غالبًا ذات بنية رملية أو طينية ملوثة بالأملاح، ما يحد من إمكانية الزراعة المستقرة في المنطقة. 

## المناخ
تخضع صحراء الساحل الإريتري لمناخ صحراوي حار وجاف، حيث تتراوح درجات الحرارة اليومية بين 33 و40 درجة مئوية، مع درجات حرارة ليلية لا تقل عادة عن 27 درجة. وتتميز بهطول مطري نادر لا يتجاوز 100 ملم سنويًا، يتوزع على فترتين قصيرتين في الشتاء والصيف. ومع رطوبة نسبية منخفضة عمومًا، ترتفع أحيانًا نتيجة تأثير بخار الماء المتصاعد من سطح البحر الأحمر. وتشهد الصحراء إشعاعًا شمسيًا عاليًا يصل إلى أكثر من 3,800 ساعة سنويًا. 
تعود قسوة هذا المناخ إلى موقع الصحراء الجغرافي الضيق المحصور بين البحر الأحمر والمرتفعات الداخلية، حيث تعيق الجبال الممتدة تدفق الكتل الهوائية الرطبة من الهضاب الشرقية، مما يعزز مناخًا صحراويًا جافًا وقاسيًا على مدار العام. 

## النباتات
تتميز صحراء الساحل الإريتري بغطاء نباتي محدود ومتناثر نتيجة الظروف المناخية القاسية والمناخ الصحراوي الحار الجاف. يهيمن على هذه المنطقة نباتات متكيفة مع نقص المياه والملوحة العالية، وتتصف بقدرتها على تحمل الحرارة الشديدة والتربة الفقيرة. تشمل النباتات السائدة شجيرات قصيرة مثل الأكاسيا الحجازية (Acacia ehrenbergiana) والأكاسيا الشوكية (Acacia tortilis)، إلى جانب الأعشاب الصحراوية المتفرقة وبعض النباتات العصارية والجذور العميقة التي تساعدها على الوصول إلى المياه الجوفية الضحلة. وتشكل هذه النباتات موائل مهمة للحيوانات الصحراوية، كما تلعب دورًا في تثبيت التربة والحد من التعرية. وتشهد بعض النباتات نشاطًا نمويًا محدودًا ومتقطعًا يتزامن مع فترات هطول الأمطار الموسمية القصيرة، مما يعزز القدرة على التجدد المؤقت للنباتات في بيئة ذات موارد مائية محدودة.

## الحياة البرية
تمثل صحراء الساحل الإريتري موطنًا لمجموعة من الحيوانات المتكيفة مع الظروف الصحراوية القاسية، حيث تشمل الثدييات الصغيرة مثل غزال دوركاس (Dorcas gazelle) وغزال سوميرينغ (Soemmerring's gazelle)، إضافة إلى الدك‑دك الملحي (Salt's dik-dik)، وهي حيوانات رشيقة قادرة على التكيف مع ندرة المياه والحرارة المرتفعة.
كما تحتضن الصحراء أنواعًا من الزواحف التي تنشط في البيئات الحارة، بما في ذلك سحالي وأفاعٍ نادرة. تلعب هذه الحيوانات دورًا مهمًا في النظام البيئي، حيث تسهم في الحفاظ على التوازن البيئي من خلال علاقات الافتراس والتلقيح.
تُعدّ المنطقة أيضًا ممرًا حيويًا لهجرة الطيور الجارحة بين قارتي آسيا وأفريقيا، حيث تستخدمها الطيور كمسار عبور خلال رحلاتها الموسمية. رغم ندرة التجمعات البشرية، تواجه الحياة البرية تهديدات مثل الصيد الجائر والرعي الجائر، إضافة إلى فقدان الموائل بسبب التوسع البشري، مما يستدعي جهود حماية للحفاظ على التنوع البيولوجي في هذه البيئة الهشة. 

## السكان والهوية الثقافية
تعيش على هامش صحراء الساحل الإريتري مجموعات بشرية قليلة، معظمها من القبائل البدوية التي تعتمد على الرعي وتربية الإبل والماعز كمصدر رئيسي للمعيشة، في ظل بيئة صحراوية قاسية ذات موارد محدودة. وتنتشر التجمعات السكانية في نقاط متناثرة قرب مصادر المياه أو على امتداد الشريط الساحلي، بينما تبقى المناطق الداخلية شبه خالية من الاستيطان البشري المستقر بسبب ندرة المياه وصعوبة التضاريس.
يتسم نمط الحياة المحلي بالتنقل الموسمي والتكيّف مع الظروف البيئية، وتُمارس فيه أنشطة معيشية بسيطة مثل الصيد الساحلي التقليدي، وجمع النباتات البرية لأغراض طبية، وصناعة أدوات يدوية من الخوص والنباتات المحلية الجافة. وتحتفظ هذه المجتمعات بتراث ثقافي قائم على التعايش مع البيئة القاحلة، يشمل معارف محلية في الاستدلال بالنجوم، وتقاليد في إدارة الموارد الطبيعية، وممارسات متوارثة في بناء المساكن واستخدام النباتات الصحراوية.
كما تأثرت الثقافة المحلية تاريخيًا بالتبادلات التجارية بين الساحل الإفريقي والبحر الأحمر، ما انعكس في لهجات محلية ومظاهر ثقافية تحمل بصمات متنوعة. ورغم ما تتمتع به هذه الهوية الثقافية من مرونة تاريخية، إلا أنها تواجه تهديدات متزايدة بفعل التغيرات البيئية، وتراجع الموارد، وتحديات التنمية، ما يفرض ضرورة دعم جهود الحماية الثقافية والتنموية لهذه المجتمعات الهامشية. 

## الأنشطة الاقتصادية والموارد الطبيعية
تمتد صحراء الساحل الإريتري بمحاذاة ساحل البحر الأحمر، ما يتيح للسكان المحليين الاعتماد على الصيد البحري التقليدي كمصدر رئيسي للرزق، إلى جانب الرعي وتربية الماشية. تضم مياه البحر الأحمر في هذه المنطقة تنوعًا غنيًا من الأسماك مثل الهامور (Epinephelus spp.) والجمبري وأنواع أخرى مرتبطة بالشعاب المرجانية، والتي تشكل أساسًا لاقتصاد الصيادين المحليين.
رغم ذلك، يظل الصيد في نطاق الصحراء محدودًا وتقليديًا بسبب عدم وجود موانئ حديثة، معتمدًا على بعض القرى الصغيرة ونقاط الصيد البسيطة. كما يُعد الرعي من الأنشطة الاقتصادية الأساسية، وتشمل تربية الأغنام والماعز والإبل، وغالبًا ما يرتبط ذلك بتجارة الماشية بين المجتمعات البدوية أو بيعها في الأسواق المحلية، مما يشكل مصدر دخل رئيسي للسكان.
إلى جانب ذلك، يمارس السكان جمع النباتات البرية لأغراض طبية أو معيشية، ويشاركون في أنشطة تجارية محدودة تشمل تبادل السلع الأساسية مع المناطق الحضرية. كما تنتشر بعض الصناعات الحرفية التقليدية، مثل صناعة الخوص باستخدام أوراق النخيل أو النباتات الجافة المحلية، لإنتاج سلال وأدوات منزلية تُستخدم محليًا أو تُباع في الأسواق القريبة.
تظل جميع هذه الأنشطة ذات مردود اقتصادي محدود نظرًا لندرة الموارد الطبيعية والظروف المناخية القاسية، مما يجعل التنمية المستدامة والتخطيط البيئي أمرين ضروريين لضمان استمرارية سبل العيش في هذه البيئة الهشة. 

## القيمة البيئية والتحديات
تُعد صحراء الساحل الإريتري منطقة بيئية فريدة رغم ضيق امتدادها، إذ تمثّل نظامًا صحراويًا ساحليًا نادرًا يحتضن تنوعًا بيولوجيًا متكيفًا مع ظروف مناخية قاسية. وتُصنَّف ضمن الإيكورجيونات الصحراوية وفق تصنيفات "الصندوق العالمي للطبيعة" (WWF)، نظرًا لاحتوائها على أنواع شبه مستوطنة من الثدييات الصغيرة والزواحف، إلى جانب غابات متناثرة من الشجيرات المالحة والنباتات المتكيفة مع الملوحة والجفاف.
تلعب الصحراء دورًا حيويًا في دورة هجرة الطيور الجارحة عبر البحر الأحمر، ما يمنحها أهمية إيكولوجية إقليمية في شبكة الربط البيئي بين آسيا وأفريقيا. كما تسهم في حفظ توازنات بيئية حساسة على امتداد الساحل الإريتري، وتوفّر مأوى لأنواع مهددة بالانقراض في مناطقها الأكثر عزلة.
رغم هذه القيمة البيئية، فإن الصحراء تتعرض لمخاطر متزايدة تشمل الرعي الجائر، وتدهور الغطاء النباتي، والصيد غير المنظم، إلى جانب آثار التغير المناخي مثل التصحّر وارتفاع درجات الحرارة. ويُضاف إلى ذلك غياب منظومة حماية رسمية ضمن الحدود الإريترية، وقلّة الدراسات البيئية الحديثة، ما يجعل المنطقة عرضة لتدهور طويل الأمد إذا لم تُتخذ تدابير حماية فعّالة. 

## وصلات خارجية
- نبذة إيكولوجية عن صحراء الساحل الإريتري – One Earth – يشرح الخصائص البيئية والحماية القانونية للمنطقة.

- تقرير إريتريا إلى اتفاقية الأمم المتحدة بشأن تغير المناخ – UNFCCC – يتناول إدارة الموارد الساحلية والممارسات البيئية.
- قاعدة بيانات التنوع الحيوي في إريتريا – BioDB – تشمل معلومات عن الشعاب المرجانية وجزر دالاك.
- مشروع تنمية التنوع البيولوجي في الساحل الإريتري – مرفق البيئة العالمي (GEF) – يوثق برنامج حماية الساحل بالشراكة مع الأمم المتحدة.
- إدارة الساحل الإريتري في البحر الأحمر – مشاريع بيئية – يصف ممارسات التنمية المستدامة للسواحل الإريترية.